# Kokocko

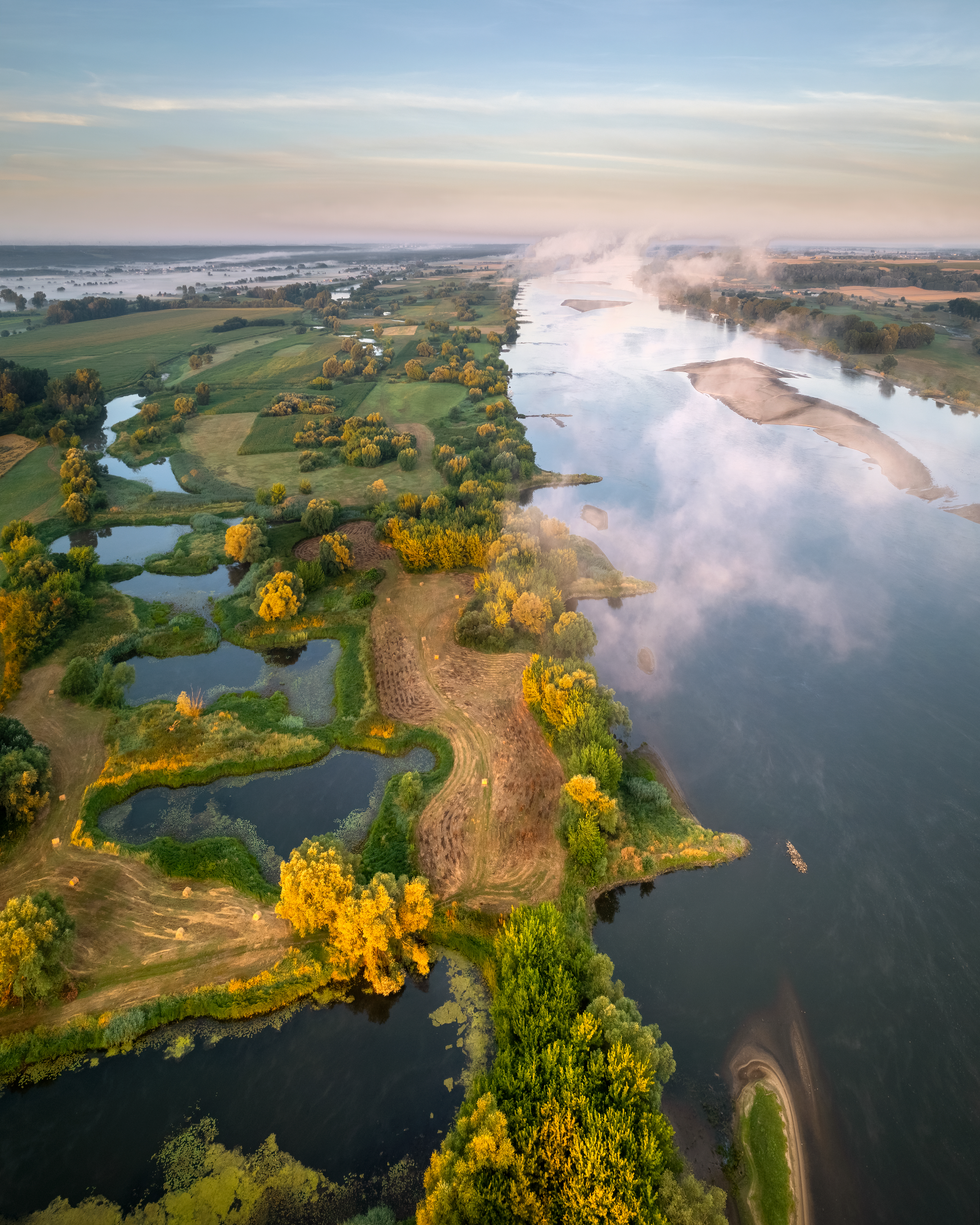
Rozlewiska Wisły w Kokocku

Kokocko – wieś w Polsce położona w województwie kujawsko-pomorskim, w powiecie chełmińskim, w gminie Unisław przy drodze wojewódzkiej nr 550.
W latach 1939 - 1942 dotychczasową nazwą wsi (i znajdującego się tam majatku) było Kokotzko, lecz po przeprowadzonej zamianie nazw miejscowości w Okręgu Rzeszy Gdańsk-Prusy Zachodnie, w latach 1942 - 1945 nazywała się Kökschufer.

## Podział administracyjny
Na przełomie XVI i XVII wieku należało do dóbr stołowych biskupów chełmińskich.
W latach 1939–1945 położona była w okręgu Rzeszy Gdańsk-Prusy Zachodnie, w rejencji bydgoskiej (Regierungsbezirk Bromberg), w powiecie Chełmno (Kreis Kulm). 
W latach 1954–1972 wieś należała i była siedzibą władz gromady Kokocko. W latach 1975–1998 miejscowość administracyjnie należała do województwa toruńskiego.

## Demografia
Według Narodowego Spisu Powszechnego (III 2011 r.) wieś liczyła 462 mieszkańców. Jest czwartą co do wielkości miejscowością gminy Unisław.

## Obiekty zabytkowe
W Kokocku znajduje się dawny kościół ewangelicki pw. Zbawiciela, zbudowany w 1834 r., odbudowany po powodzi w 1862 r., drewniany konstrukcji szkieletowej, z emporami. Od 1945 r. kościół filialny pw. Niepokalanego Serca Najświętszej Maryi Panny parafii rzymskokatolickiej w Starogrodzie.
Na terenie wsi znajduje się nieczynny cmentarz mennonicko-ewangelicki.
Według rejestru zabytków NID na listę zabytków wpisane są:
- zbór ewangelicki, obecnie kościół rzymskokatolicki filialny pw. Niepokalanego Serca NMP, szachulcowy, z 1829, nr rej.: A/245 z 12.05.1982
- cmentarz, założony prawdopodobnie w XVII w. jako mennonicki, od XIX w. używany jako ewangelicki, nr rej.: A/493 z 1.06.1987.

W ewidencji Wojewódzkiego Konserwatora Zabytków znajdują się m.in. następujące obiekty:
- dawny dom mieszkalny pastora, poł. XIX w.
- budynek dawnej poczty, pocz. XX w.
- dawny dwór, ok. 1880 r.
- drewniany dom mieszkalny, XIX w.
- budynek szkoły, pocz. XX w.
- budynek dawnej mleczarni, pocz. XX w.
- budynek dawnej karczmy, koniec XIX w.

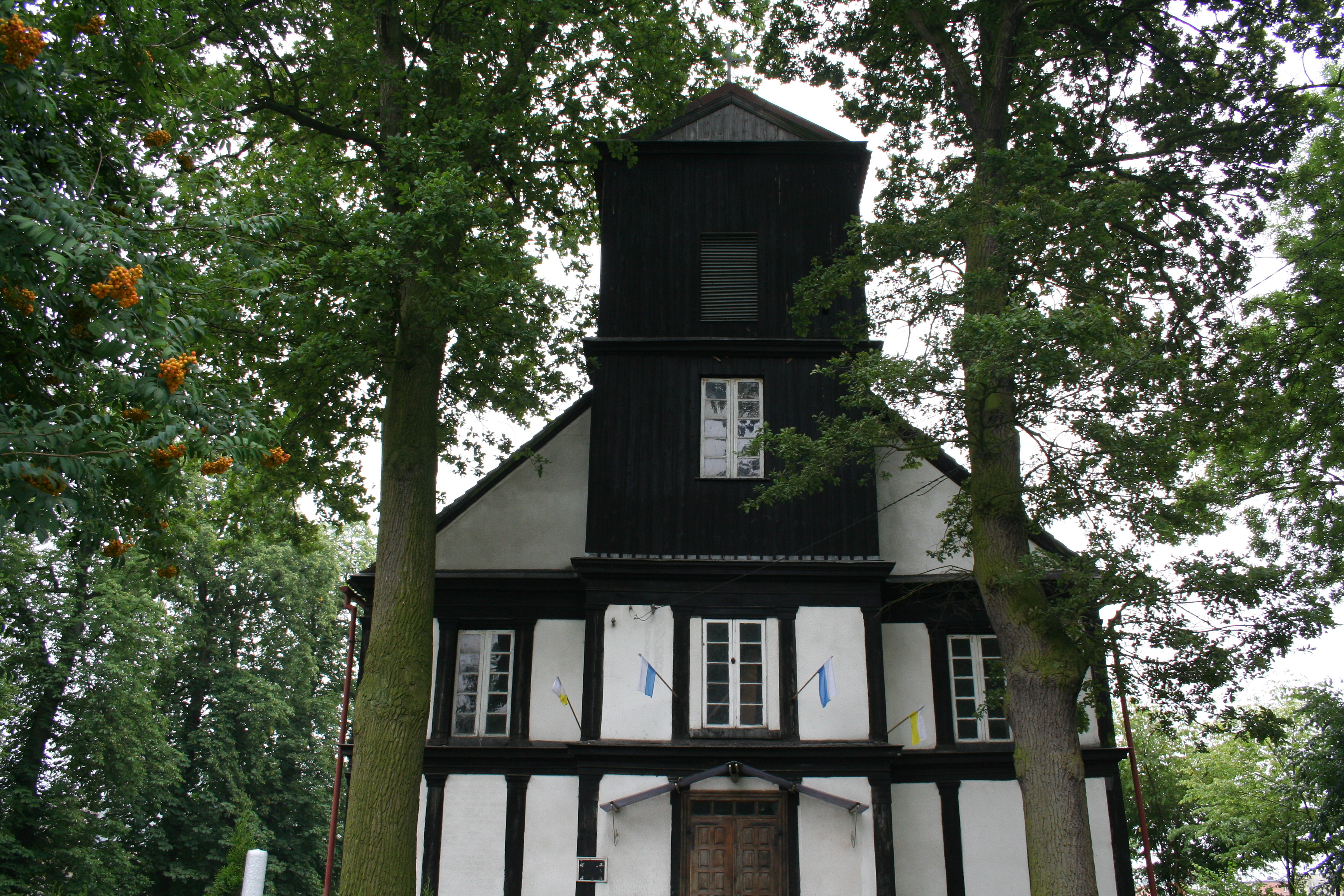
Kościół pw. Niepokalanego Serca NMP
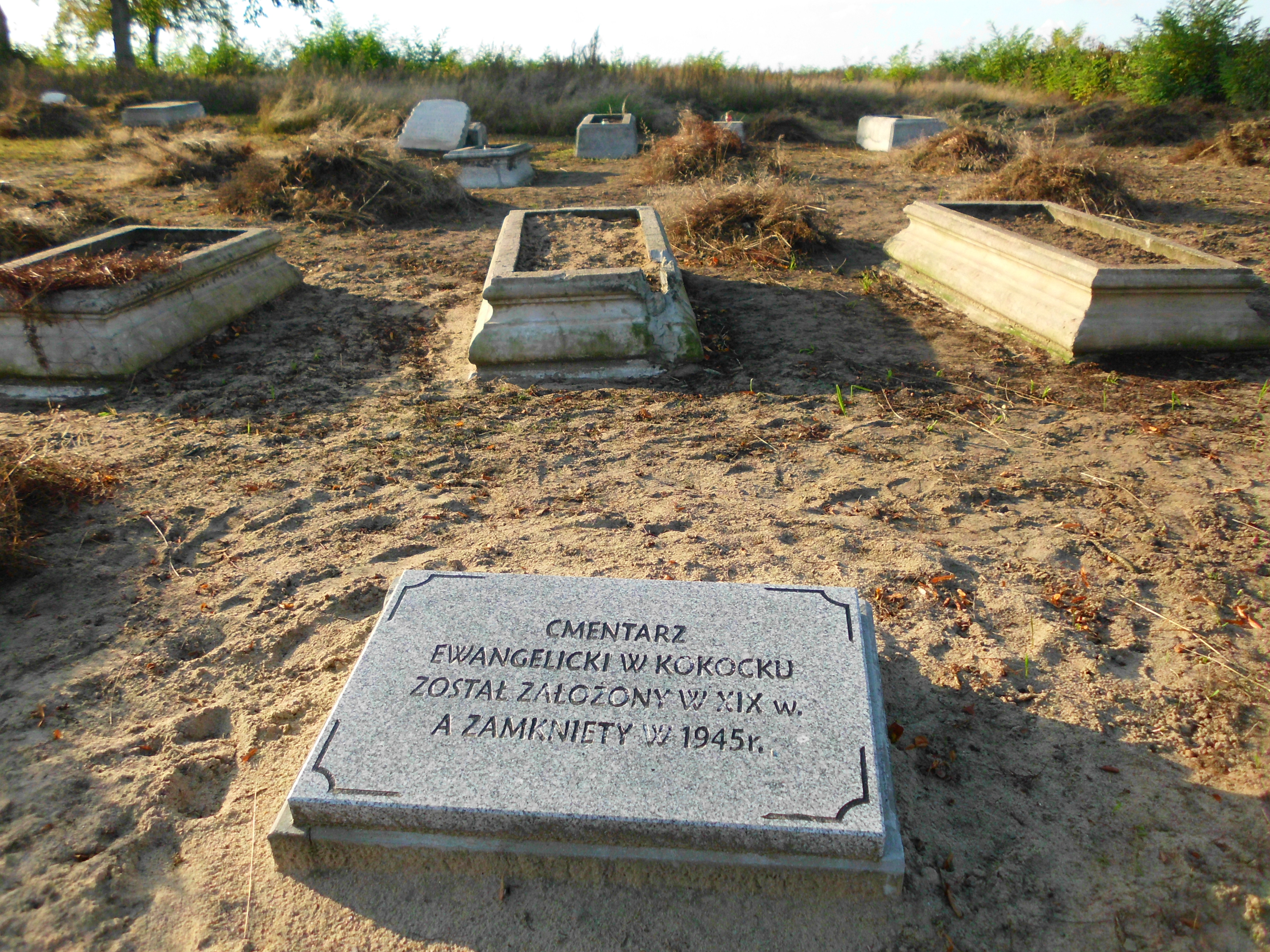
Cmentarz ewangelicki